# Park Narodowy Kibale
Park Narodowy Kibale – park narodowy położony w południowej Ugandzie, obejmując swym zasięgiem wiecznie zielone lasy tropikalne. Jego powierzchnia wynosi 776km² i wznosi się na wysokość od 1100 do 1600 m. Tworzy jeden zwarty kompleks wraz z sąsiadującym Parkiem Narodowym Królowej Elżbiety. Znajduje się tu także stacja biologiczna Uniwersytetu Makerere. Jest popularnym celem wycieczek safari oraz ekoturystyki, zwłaszcza ze względu na zamieszkującą na terenie parku populacją szympansa oraz 12 innych gatunków naczelnych.